# یوژف رادی
یوژف رادی (انگلیسی: József Rády; ۲۲ سپتامبر ۱۸۸۴ – ۱۱ اکتبر ۱۹۵۷) شمشیرباز اهل مجارستان بود.
وی در مسابقات کشوری و بین‌المللی در مجموع برندهٔ ۱ مدال طلا، ۱ مدال نقره شده‌است.